# Апаратура

Космічний апарат "Січ-2" на виставковому стенді

Апаратура (рос. аппаратура, англ. apparatus, нім. Apparatur) — сукупність функціонально різноманітних вимірювальних приладів і допоміжних пристроїв та пристосувань, спеціально підібраних для виконання певної технічної задачі.

## Приклади
Апаратура контролю метану (рос. аппаратура контроля метана, англ. methane control apparatus, нім. Methankontrolleapparatur) — використовується для періодичного або постійного контролю вмісту метану у гірничих виробках. Прилади А.к.м. бувають стаціонарними і переносними. Найбільш розповсюджена стаціонарна апаратура безперервної дії АМТ-3, переносні прилади періодичної дії ШИ-3, ШИ-5, ШИ-6, ШИ-10, ШИ-11, переносний автоматичний сигналізатор метану безперервної дії «Супутник шахтаря». Див. автоматичний газовий захист шахт.
Апаратура вимірювальної станції (рос. аппаратура измерительной станции, англ. apparatus of measuring station) — призначена для автоматизованого виконання профільної зйомки провідників вертикальних шахтних стволів (СИ4), зазорів між кріпленням і транспортними посудинами, зносу провідників (прилади ПС-1, СЗ-2, ИЗП-2).
Апаратура для ремонту підводних трубопроводів (рос. аппаратура для ремонта подводных трубопроводов; англ. submarine underwater pipeline repair apparatus; нім. Unterwasseranlag für die Unterwasserrohrleitung reparatur) — підводне пристосування, до складу якого входить барокамера для здійснення зварювальних робіт з метою ремонту трубопроводів у неспокійних водах.
Апаратура каналу даних - Сукупність функціональних пристроїв, які забезпечують пряме та зворотне перетворення сигналів даних кінцевого обладнання даних користувачів в сигнали, що передаються каналами та лініями мереж електрозв'язку.
 [Архівовано 5 березня 2016 у Wayback Machine.]